# Challenger Concepción 2021 - Doppio
È stata la prima edizione del torneo.
In finale Orlando Luz e Rafael Matos hanno sconfitto Sergio Galdós e Diego Hidalgo con il punteggio di 7-5, 6-4. La coppia vincitrice ha saltato tutti i turni precedenti, giocando solo la finale per i ritiri degli avversari.

## Teste di serie
1. Orlando Luz /  Rafael Matos (campioni)
2. Sergio Galdós /  Diego Hidalgo (finale)

1. Matías Franco Descotte /  Fernando Romboli (primo turno)
2. Boris Arias /  Federico Zeballos (semifinali)

## Alternate
1. Hernan Casanova /  Camilo Ugo Carabelli (primo turno)

## Wildcard
1. Javier Araya Vargas /  Cristóbal Castro López (primo turno)
2. Alejandro Bancalari /  Jordan Iturra (primo turno)

1. Facundo Díaz Acosta /  Gonzalo Lama (ritirati, primo turno)

## Tabellone

### Legenda
| - Q = Qualificato - WC = Wild card - LL = Lucky loser | - ALT = Alternate - SE = Special Exempt - PR = Protected Ranking | - w/o = Walkover - r = Ritirato - d = Squalificato |

|  | Primo turno              | Primo turno                   | Primo turno                   | Primo turno                  | Primo turno |  |  | Quarti di finale         | Quarti di finale         | Quarti di finale         | Quarti di finale         | Quarti di finale         |                          |      | Semifinali | Semifinali               | Semifinali               | Semifinali                  | Semifinali                  |   |   | Finale | Finale | Finale | Finale | Finale |  |
|  |                          |                               |                               |                              |             |  |  |                          |                          |                          |                          |                          |                          |      |            |                          |                          |                             |                             |   |   |        |        |        |        |        |  |
|  | 1                        | O Luz R Matos                 | O Luz R Matos                 | O Luz R Matos                | w/o         |  |  |                          |                          |                          |                          |                          |                          |      |            |                          |                          |                             |                             |   |   |        |        |        |        |        |  |
|  |                          | J Domingues F Meligeni Alves  | J Domingues F Meligeni Alves  | J Domingues F Meligeni Alves |             |  |  | 1                        | O Luz R Matos            | O Luz R Matos            | O Luz R Matos            | w/o                      |                          |      |            |                          |                          |                             |                             |   |   |        |        |        |        |        |  |
|  |                          | E Gómez C Gómez-Herrera       | E Gómez C Gómez-Herrera       | 7                            | 6           |  |  |                          | E Gómez C Gómez-Herrera  | E Gómez C Gómez-Herrera  | E Gómez C Gómez-Herrera  |                          |                          |      |            |                          |                          |                             |                             |   |   |        |        |        |        |        |  |
|  | Alt                      | H Casanova CU Carabelli       | H Casanova CU Carabelli       | 5                            | 1           |  |  |                          |                          |                          |                          |                          |                          |      | 1          | O Luz R Matos            | O Luz R Matos            | O Luz R Matos               | w/o                         |   |   |        |        |        |        |        |  |
|  | 3                        | MF Descotte F Romboli         | MF Descotte F Romboli         | 5                            | 5           |  |  |                          |                          |                          | MT Barrios Vera A Tabilo | MT Barrios Vera A Tabilo | MT Barrios Vera A Tabilo |      |            |                          |                          |                             |                             |   |   |        |        |        |        |        |  |
|  |                          | MT Barrios Vera A Tabilo      | MT Barrios Vera A Tabilo      | 7                            | 7           |  |  | MT Barrios Vera A Tabilo | MT Barrios Vera A Tabilo | MT Barrios Vera A Tabilo | 6                        | 6                        |                          |      |            |                          |                          |                             |                             |   |   |        |        |        |        |        |  |
|  |                          | M Kestelboim F Mena           | M Kestelboim F Mena           | M Kestelboim F Mena          | w/o         |  |  | M Kestelboim F Mena      | M Kestelboim F Mena      | M Kestelboim F Mena      | 3                        | 4                        |                          |      |            |                          |                          |                             |                             |   |   |        |        |        |        |        |  |
|  | WC                       | F Díaz Acosta G Lama          | F Díaz Acosta G Lama          | F Díaz Acosta G Lama         |             |  |  |                          |                          |                          |                          |                          |                          |      | 1          | Orlando Luz Rafael Matos | Orlando Luz Rafael Matos | 7                           | 6                           |   |   |        |        |        |        |        |  |
|  | J Menezes T Seyboth Wild | J Menezes T Seyboth Wild      | J Menezes T Seyboth Wild      | J Menezes T Seyboth Wild     | w/o         |  |  |                          |                          |                          |                          |                          |                          |      |            |                          | 2                        | Sergio Galdós Diego Hidalgo | Sergio Galdós Diego Hidalgo | 5 | 4 |        |        |        |        |        |  |
|  | N Álvarez V Sachko       | N Álvarez V Sachko            | N Álvarez V Sachko            | N Álvarez V Sachko           |             |  |  |                          | J Menezes T Seyboth Wild | J Menezes T Seyboth Wild | J Menezes T Seyboth Wild |                          |                          |      |            |                          |                          |                             |                             |   |   |        |        |        |        |        |  |
|  | WC                       | A Bancalari J Iturra          | A Bancalari J Iturra          | 0                            | 2           |  |  | 4                        | B Arias F Zeballos       | B Arias F Zeballos       | B Arias F Zeballos       | w/o                      |                          |      |            |                          |                          |                             |                             |   |   |        |        |        |        |        |  |
|  | 4                        | B Arias F Zeballos            | B Arias F Zeballos            | 6                            | 6           |  |  |                          |                          |                          |                          |                          |                          |      | 4          | B Arias F Zeballos       | 6                        | 5                           | [7]                         |   |   |        |        |        |        |        |  |
|  |                          | F Coria H Dellien             | F Coria H Dellien             | 6                            | 6           |  |  |                          |                          | 2                        | S Galdós D Hidalgo       | 3                        | 7                        | [10] |            |                          |                          |                             |                             |   |   |        |        |        |        |        |  |
|  | WC                       | J Araya Vargas C Castro López | J Araya Vargas C Castro López | 1                            | 1           |  |  |                          | F Coria H Dellien        | F Coria H Dellien        | 4                        | 3                        |                          |      |            |                          |                          |                             |                             |   |   |        |        |        |        |        |  |
|  |                          | S Báez TA Tirante             | S Báez TA Tirante             | S Báez TA Tirante            |             |  |  | 2                        | S Galdós D Hidalgo       | S Galdós D Hidalgo       | 6                        | 6                        |                          |      |            |                          |                          |                             |                             |   |   |        |        |        |        |        |  |
|  | 2                        | S Galdós D Hidalgo            | S Galdós D Hidalgo            | S Galdós D Hidalgo           | w/o         |  |  |                          |                          |                          |                          |                          |                          |      |            |                          |                          |                             |                             |   |   |        |        |        |        |        |  |